# Dane Scarlett
Dane Scarlett (ur. 24 marca 2004 w Londynie) – angielski piłkarz, występujący na pozycji napastnika w angielskim klubie Tottenham Hotspur oraz w reprezentacji Anglii U-21.

## Kariera
Na podstawie:
| Klub          | Miasto     | Debiut                                              | Sukcesy | Mecze w międzynarodowych pucharach |
| ------------- | ---------- | --------------------------------------------------- | ------- | ---------------------------------- |
| FC Portsmouth | Portsmouth | 30 lipca 2022 Sheffield Wednesday 3:3 FC Portsmouth | –       | –                                  |

## Statystyki

### Klubowe[1][2]
(aktualne na dzień 23 maja 2023)
| Klub          | Sezon   | Liga           | Liga  | Liga   | Puchar krajowy | Puchar krajowy | Kontynentalne | Kontynentalne | Suma  | Suma   |
| Klub          | Sezon   | Liga           | Mecze | Bramki | Mecze          | Bramki         | Mecze         | Bramki        | Mecze | Bramki |
| ------------- | ------- | -------------- | ----- | ------ | -------------- | -------------- | ------------- | ------------- | ----- | ------ |
| FC Portsmouth | 2022/23 | EFL League One | 34    | 4      | 6              | 2              | –             | –             | 40    | 6      |
| FC Portsmouth | Łącznie | Łącznie        | 34    | 4      | 6              | 2              | 0             | 0             | 40    | 6      |

### Reprezentacyjne[3]
(aktualne na dzień 23 maja 2023)
Zawodnik nie rozegrał jeszcze żadnego meczu w kadrze seniorskiej. Statystyki pochodzą z meczów reprezentacji U-20.
| Występy i gole w reprezentacji U-20 | Występy i gole w reprezentacji U-20 | Występy i gole w reprezentacji U-20 | Występy i gole w reprezentacji U-20 | Występy i gole w reprezentacji U-20 | Występy i gole w reprezentacji U-20 | Występy i gole w reprezentacji U-20 | Występy i gole w reprezentacji U-20 | Występy i gole w reprezentacji U-20         |
| Lp.                                 | Data                                | Miasto                              | Przeciwnik                          | Wynik                               | Czas                                | Gole                                | Inne                                | Rozgrywki                                   |
| ----------------------------------- | ----------------------------------- | ----------------------------------- | ----------------------------------- | ----------------------------------- | ----------------------------------- | ----------------------------------- | ----------------------------------- | ------------------------------------------- |
| 1.                                  | 21.09.2022                          | San Pedro del Pinatar               | Chile U-20                          | 3:0 (2:0)                           | 70'–90'                             |                                     |                                     | mecz towarzyski                             |
| 2.                                  | 24.09.2022                          | San Pedro del Pinatar               | Maroko U-20                         | 2:1 (1:0)                           | 1'–81'                              |                                     |                                     | mecz towarzyski                             |
| 3.                                  | 27.09.2022                          | San Pedro del Pinatar               | Australia U-20                      | 3:0 (2:0)                           | 60'–90'                             |                                     |                                     | mecz towarzyski                             |
| 4.                                  | 22.03.2023                          | Manchester                          | Niemcy U-20                         | 2:0 (1:0)                           | 1'–70'                              |                                     |                                     | Turniej Ośmiu Narodów U20 (sezon 2022-23)   |
| 5.                                  | 25.03.2023                          | Málaga                              | Stany Zjednoczone U-20              | 2:4 (1:2)                           | 73'–90'                             |                                     |                                     | mecz towarzyski                             |
| 6.                                  | 28.03.2023                          | Málaga                              | Francja U-20                        | 1:1 (1:1)                           | 64'–90'                             |                                     |                                     | mecz towarzyski                             |
| 7.                                  | 22.05.2023                          | La Plata                            | Tunezja U-20                        | 1:0 (1:0)                           | 1'–81'                              | 1                                   |                                     | Mistrzostwa Świata U-20 w Piłce Nożnej 2023 |

## Osiągnięcia
Na podstawie:

### Klubowe
(stan na 23 maja 2023)
Brak ważniejszych osiągnięć.

### Reprezentacyjne
(stan na 23 maja 2023)
- Król strzelców eliminacji do Mistrzostw Europy U-19 2022